# Margarita Nazarova
Pour les articles homonymes, voir Nazarova.
Margarita Petrovna Nazarova (en russe : Маргари́та Петро́вна Наза́рова), née le 26 novembre 1926 à Tsarskoïe Selo et morte le 25 octobre 2005 à Nijni Novgorod, est une dompteuse de fauves soviétique,,.

## Filmographie
- 1960 : La Croisière tigrée (Полосатый рейс) de Vladimir Fetine